# Knochenmorphogenetische Proteine
Die knochenmorphogenetischen Proteine (englisch bone morphogenetic proteins, BMPs) sind eine Gruppe einander ähnlicher Signalproteine, die von Tierzellen ausgeschüttet werden, um benachbarte Zellen zu beeinflussen, so genannte Zytokine. Die BMPs sind ein Bestandteil des TGF-β-Signalwegs, eines der grundlegenden Signalsysteme für die Kommunikation zwischen Zellen. Die BMPs werden auch als parakrine Signalmoleküle bezeichnet.
Die BMPs und der zugehörige TGF-β-Signalweg finden sich in solch unterschiedlichen Organismen wie dem Menschen, der Taufliege (Drosophila), dem Zebrafisch oder der Nematode Caenorhabditis elegans sowie vielen anderen bislang untersuchten Vielzellern in vergleichbarer Form. Nur der Name variiert und heißt in Drosophila Decapentaplegic (Dpp). Der TGF-β-Signalweg spielt bei all diesen Lebewesen eine wichtige Rolle in vielen Phasen der Entwicklung. So steuert dieser Signalweg z. B. in der frühen Entwicklung des Taufliegen-Embryos die Einteilung des Körpers in die Bauch- und Rückenhälfte.
Die Gene, die beim Menschen für BMPs codieren, sind: BMP1 (Knochenmorphogenetisches Protein 1), BMP2, BMP3, BMP4, BMP5, BMP6, BMP7, BMP8A, BMP8B, BMP10, BMP15, GDF10

## Funktionsweise
Die BMPs werden von der signalgebenden Zelle ausgeschüttet und diffundieren zu benachbarten Zellen. Dort binden sie an Membranrezeptoren, welche dieses Signal durch die Zellmembran hindurch ins Zellinnere weiterleiten. In einer Signalkaskade im Zellinneren wird diese Nachricht schließlich von weiteren Proteinen in den Zellkern übermittelt. Dieses Signal kann dann (abhängig vom Entwicklungskontext) im Zellkern zu einer Veränderung der Genaktivität führen – was letztendlich dazu führt, dass die Empfängerzelle ihre Proteinzusammensetzung und damit ihre Eigenschaften verändert.
Der Typ des BMP, die Stärke und Dauer des Signals sowie der Zustand der Empfängerzelle beim Empfang des Signals entscheiden über die Reaktion der Empfängerzelle auf das Signal. Dies erschwert eine vereinfachende Beschreibung der Funktion der BMPs. Das TGF-β-Signalsystem wird immer wieder im Laufe der Entwicklung eines Lebewesens zur Kommunikation zwischen Zellverbänden eingesetzt, um Entwicklungsereignisse in vielfältiger Weise zu steuern und zu regulieren. Namensgebend für die BMPs war hierbei ihre Fähigkeit, als Wachstumsfaktoren die Knochenbildung bei Vertebraten anzuregen, die jedoch nicht ihre einzige Funktion darstellt. So besitzt das Knochenmorphogenetische Protein BMP2 neben der Fähigkeit die Knochenbildung anzuregen auch die Eigenschaft Stammzellen chondrogen, d. h. in Knorpelgewebe, zu differenzieren. Bei Stammzellen aus der Synovialmembran reagiert der Wachstumsfaktor BMP2 mit dem Wachstumsfaktor TGF-β auf synergistische Weise. Dabei reagiert BMP2 und TGF-β, beides Wachstumsfaktoren der TGF-β-Familie, unterschiedlich auf die Anwesenheit des Glukokortikoids Dexamethason.
Die ausgeschütteten BMPs können durch andere Proteine wie z. B. Chordin und Noggin aus Spemanns Organisator abgefangen und auf molekularer Ebene inaktiviert werden, wodurch eine Dämpfung oder Abschaltung des Signals erreicht wird. Chordin u. a. hemmen die Einflüsse von BMP4 am Blastoporus, wodurch ein Einfluss-Gradient entsteht, der zur Gastrulation führt.
BMPs beeinflussen nicht nur die Knochenbildung. Am Frosch und auch beim Menschen führen sie über die Apoptose (den programmierten Zelltod) zur Rückbildung der Schwimmhäute und damit zur Ausbildung der Finger.

## Weiterführende Literatur
- D. Chen, M. Zhao, G. R. Mundy: Bone morphogenetic proteins. In: Growth Factors. Band 22, Nr. 4, Dezember 2004, S. 233–241, doi:10.1080/08977190412331279890, PMID 15621726.